# Galenomys garleppi
Galenomys garleppi är en däggdjursart som först beskrevs av Thomas 1898.  Galenomys garleppi är ensam i släktet Galenomys som ingår i familjen hamsterartade gnagare. IUCN kategoriserar arten globalt som otillräckligt studerad. Inga underarter finns listade.
Denna gnagare förekommer i gränsområdet mellan Bolivia, Chile och Peru. Arten är bara känd från fem individer och den senaste observationen är från 1975. Habitatet utgörs av en sandig högplatå med lite gräs (Altiplano) där djuret når 3800 till 4500 meter över havet.
Individerna når en kroppslängd (huvud och bål) av 10 till 12 cm och en svanslängd av 4 till 5 cm. De väger ungefär 60 gram. Pälsen har på ryggen en gulbrun färg medan buken och fötterna är vita. Arten kännetecknas av stora öron. Fötterna bär mer hår än fötterna hos närbesläktade arter. Dessutom finns avvikelser i detaljer av skallens och tändernas konstruktion.
Galenomys garleppi gräver egna underjordiska bon eller använder bon som skapades av andra djur.